# André Malartre
 (juillet 2016).
Si vous disposez d'ouvrages ou d'articles de référence ou si vous connaissez des sites web de qualité traitant du thème abordé ici, merci de compléter l'article en donnant les références utiles à sa vérifiabilité et en les liant à la section « Notes et références ».
André Malartre, né le 24 avril 1921 à Villers-Bretonneux et mort à Paris le 13 septembre 1995, est un poète et homme de théâtre français.

## Biographie

### Jeunesse et formation
André Marie Charles Malartre est né le 24 avril 1921 à la gendarmerie de Villers-Bretonneux que commandait alors son père, d’origine auvergnate, avec le grade de capitaine. A l’époque, cette gendarmerie était une grande baraque en bois construite à l’issue des combats d’avril 1918 qui avaient vu le contingent australien stopper dans ce village de la Somme l'ultime offensive allemande sur Amiens et renverser ainsi le cours de la Grande Guerre.
Après une scolarité primaire à Péronne, André Malartre suit des études secondaires au collège Michel Anguier à Eu où il développe un goût pour le sport qui l’amène à une pratique assidue de l’athlétisme. Il possède une très bonne pointe de vitesse puisqu’en 1939, il est vice-champion de France junior Ufolep du 100 mètres, qu’il court en 11 secondes. Il obtient son baccalauréat en 1940 et suit une année de droit à Paris puis une de lettres à Rouen. Il s’inscrit alors à l’Institut national des sports pour préparer le monitorat d’éducation physique.

### Rencontres décisives
Nommé moniteur auxiliaire d’EPS au collège de Dieppe pour l’année 1943-1944, il y fait la connaissance de l’ancien surréaliste Georges Limbour qui y enseigne la philosophie et qui l’initie à la poésie.
En avril 1945, à Rouen, André Malartre épouse une jeune professeur de lettres classiques, Anne-Marie Lemai, de cinq années son aînée.
En 1946, les jeunes mariés sont nommés enseignants au collège de Domfront dans l'Orne.
A Dieppe, dans la proximité de Georges Limbour, André Malartre a commencé à se pencher sur l’encolure de Pégase. A Domfront, en 1950, il publie un premier recueil Amours futures aux éditions Signes du Temps de Gilbert Lamireau, qui le fait remarquer comme un jeune poète des plus prometteurs.

### La revueIô
En 1951, avec Jacques Brigaudet (qui signait Pierre Montreuil) et son épouse Anne-Marie (qui signait Anne Françoise), il fonde une revue d’art et de littérature, la revue Iô qui allait devenir, dans les années 1950, l’une des principales revues de la jeune poésie en France. Dans le texte introductif du premier numéro, intitulé Ceci n’est pas un manifeste, il expliquait le choix de ce titre : « Pour réagir contre la mode d’un dolorisme et d’un pessimisme apocalyptiques nous avons pris ce nom, iô, qui n’est ni celui d’une planète, ni celui de la fille d’Inachos, mais un cri de joie cher aux Grecs et à Ronsard. Cet optimisme résolu ne traduit pas l’acceptation résignée d’un monde d’iniquités et d’une condition humaine imparfaite, mais la conviction que rien de bon ne se fait ici-bas, sans beaucoup d’espoir et un peu de joie ». André Malartre y publie quelques notes et quelques pastiches poétiques sous le pseudonyme de Charles Villers-Breton.
Fin 1952, les éditions Iô publient un second recueil d’André Malartre : Argile, fougère et sang qui s’inscrit dans ce qu'André Miguel nommera plus tard le « Cosmisme surréaliste » et qu’il définit comme un souci pour le poète de se situer en permanence dans l’émerveillement de la vie, relié au monde minéral, végétal et animal, à l’échelle de l’Univers, de l’infiniment petit à l’infiniment grand, sans s’arrêter à l’immédiateté triviale des choses humaines.
En 1953, André Malartre écrit le poème Le Point de feu, qu’il publie avec André Marissel dans une plaquette commune intitulée Savoir où vivre, illustrée par Cécile Miguel. Dans les années 50, tout en animant la revue iô depuis Domfront, il se forme à l’art dramatique en suivant les stages organisés par les instructeurs nationaux d’art dramatique de la Direction des mouvements de jeunesse et de culture populaire du Ministère de l’Éducation nationale : Jean Nazet, Henry Cordreaux, Charles Antonetti, Michel Philippe, René Jauneau. Il consacre ses vacances estivales à participer à des stages nationaux d’art dramatique où se réalisent de grands spectacles réunissant de nombreuses distributions mêlant comédiens chevronnés, élèves des Conservatoires et amateurs avertis.

### Un homme de théâtre
En 1957, il est coopté dans ce corps d’instructeurs nationaux d’art dramatique et est nommé instructeur académique pour l’Académie de Caen dont le champ d’action couvre alors six départements. La famille Malartre quitte alors Domfront pour s’installer à Caen. André Malartre transmet la gestion de la revue iô à José Millas-Martin, imprimeur éditeur à Paris, et en dirige le comité de rédaction jusqu’en 1958. José Millas-Martin en suspend alors la parution, avant de la reprendre en 1963 sous une tout autre forme, en confiant sa direction littéraire à Jean Dubacq (cette seconde revue iô dure jusque 1969).
En 1959, après la fondation du Ministère des Affaires culturelles et du Haut-commissariat à la Jeunesse et aux Sports, André Malartre est intégré à la Direction régionale Jeunesse et Sports de Caen. De 1958 au début des années 70, André Malartre – qui arrête alors pour un temps long l’écriture poétique – mène une action de transmission de l’art dramatique à travers l’Académie de Caen. Il développe cette mission à l’échelle d’un très vaste territoire où il entreprend de semer les germes d’une animation culturelle fondée sur les principes de l’Éducation populaire. Il se concentre initialement sur la formation de cadres pédagogiques et organisa des week-ends de travail théâtral dans les écoles normales d’instituteurs et dans les CREPS, et, l’été, des stages réalisation d’art dramatique en investissant des lieux de plein air dans de petites villes de Normandie comme Bricquebec, Bolbec, Conches-en-Ouche, Gisors (où, en 1966, il met en scène, au château, Le Roi Jean d’Angleterre de Shakespeare pour la célébration du 900e anniversaire de la victoire de Guillaume Le Conquérant à Hastings), Vivoin, Domfront, Le Mont-Saint-Michel, Alençon, etc.
Après Mai 68, André Malartre, qui est un fidèle spectateur du Festival mondial du Théâtre de Nancy, où furent présentées les créations théâtrales les plus innovantes, comme Le Prince Constant de Jerzy Grotowski, Le Regard du sourd de Bob Wilson ou La Classe morte de Tadeusz Kantor, entreprend de transformer complètement sa méthode pédagogique et la forme des grands spectacles d’été qu’il réalise jusqu’alors. Pour ce faire, il travaille avec de jeunes compagnies bas-normandes comme le Théâtre des Alephs à Caen, ou l’Atelier Théâtre d’Alençon – qui allait devenir la Compagnie du Mal d’Aurore – afin de mettre au point ce qu’il définie comme une nouvelle pédagogie de l’acteur.
Puis, ce fut en 1977, la création du Théâtre d’Ostrelande, avec Lulu Berthon et René Pareja, compagnie dramatique avec laquelle il réalisa des spectacles d’un très grande intensité physique et vocale, à partir de textes d’auteurs dramatiques ou de poètes. En 1982, il transmet la direction artistique du Théâtre d’Ostrelande à René Pareja qui continue à développer le projet de la compagnie.
En 1983, Jean-Claude Collot, qui dirige le Théâtre d’Alençon, accepte de produire avec la Compagnie du Mal d’Aurore son projet de mise en scène de Hep Hep un poème dramatique des auteurs  androgynes belges Cécile et André Miguel. 

### Retour à la poésie
À partir de 1984, André Malartre revint à la poésie d’abord avec Le Lustre – édité en livre d’art, avec des gravures de Christian Ferré, par les Éditions La Bruyère ; puis avec De la mort à l’amour, avec des gravures d’Erik Bersou.
Il contribue à de nombreuses revues poétiques comme Sépia de Jocelyne Godard et Martine Schaeffer, Soleil des loups de Jean Chatard, Le Cri d’os de Jacques Simonomis, Les Cahiers de l'Archipel d'André Marissel, etc., par des textes poétiques, des nouvelles et des articles sur le théâtre.
En 1991, il publie un poème dramatique intitulé poupées / couteaux dans la revue Soleil des loups.
À partir de 1990, André Malartre reprend sa revue iô sous la forme d’un fanzine de 10.5 x 7 cm entièrement réalisé à la main, dont chaque numéro présentait un poète et un plasticien. Ces numéros de la revue qu’en hommage à Mallarmé il appelle iô, le Bibelot, sont adressés mensuellement par voie postale à un réseau d’abonnés fidèles. Il continue à éditer cette série jusqu’à sa mort.
Soucieux également de donner à entendre la voix des poètes qu'il aime, il anime à partir de 1990 une émission poétique quotidienne sur TSF98, une radio libre qui émet depuis Hérouville-Saint-Clair. Ainsi, avec ses potes poètes, comme il se plait à les désigner en plaisantant, il continue à partager l’aventure de la Poésie vivante entamée pour eux et avec eux dans les années de l’Après-guerre.

### Tombée de rideau
André Malartre est mort à Paris le 13 septembre 1995.
Il est enterré, aux côtés de son épouse Anne Marie au cimetière de Verson (14).

## Œuvres

### Poésie
- Amours futures, Éditions Signes du temps, Champbertrand, 1950
- Argile, fougère et sang, Éditions iô, Domfront, 1952
- Le Point de feu, in Savoir où vivre, Collection poétique de la revue iô, Éditions Paragraphes, Paris, 1953
- Le Lustre, Éditions La Bruyère, Paris, 1984
- De la mort à l'amour, Collection Le Bibliophile, Éditions La Bruyère, Paris, 1988
- Et sur cette pierre, Collection iô, le Bibelot, no 16, 1991
- Poupées / couteaux - théâtre-poème, Soleil des loups, Paris, 1991 - Éditions Gravos Press, Alençon, 1996
- André Malartre - iô, Anthologie poétique, textes d'André Malartre réunis, présentés et annotés par Yves Leroy, Éditions Le Vistemboir, Caen, 2016

### Théâtre, mises en scène
- Barberine d'Alfred de Musset, Caen, 1961
- Lilas du soir de René-Guy Cadou - Rencontres poétiques du Mont-Saint-Michel, 1961
- De la mort à l'amour, montage poétique, Caen, 1962
- Les Quatre fils Aymon, de Herman Closson, Stage d'art dramatique de Briquebec, 1962
- Cela s'appelle l'aurore, d'après Emmanuel Roblès, Caen, 1963
- Max Jacob, Un cœur sur un jet d'eau, - Rencontres poétiques du Mont-Saint-Michel, 1963
- C'est la guerre, Arlequin, de Michel Arnaud, d'après Carlo Goldoni, Nuits théâtrales de l'Avranchin et du Cotentin, 1963
- Les Comédiens de l'hiver, de Gilles Fournel, Caen, 1964
- Deirdre des douleurs, de John Millington Synge, Stage d'art dramatique de Bolbec, 1964
- Les Poètes bretons de notre temps, montage poétique, Caen, 1965
- Le Clown et la tempête ou La Comédie humaine par les poètes d'aujourd'hui, montage poétique, Caen, 1965
- Mathusalem, d'Yvan Goll, Caen, 1965
- Les Bouches inutiles, de Simone de Beauvoir, Stage d'art dramatique de Conches-en-Ouche, 1965
- Poésie pour vivre, montage poétique, Stage d'art dramatique de Conches-en-Ouche, 1965
- La Famille Tuyau d'poêle, de Jacques Prévert, Caen, 1966
- Fando et Lys, de Fernando Arrabal, Caen, 1966
- Le Drame du Fukuryu Maru, de Gabriel Cousin, Théâtre Universitaire de Caen, 1966
- Le Roi Jean d'Angleterre, de William Shakespeare, Stage d'art dramatique de Gisors, 1966
- Henri IV, de William Shakespeare, Stage d'art dramatique du Prieuré de Vivoin, 1967
- 1 + 14, création collective, Stage d'art dramatique du Prieuré de Vivoin, 1968
- La Cruche cassée, de Heinrich von Kleist, Stage d'art dramatique du Prieuré de Vivoin, 1968
- Le Brave soldat Chveik, d'après Jaroslav Hasek, Caen, 1969
- Cet amour plein de sang, montage poétique, Stage d'art dramatique de Conches-en-Ouche, 1969
- Poésie pour vivre II - Soufflons sur les charbons, montage poétique, Stage d'art dramatique du Prieuré de Vivoin, 1970
- Périclès, Prince de Tyr, de William Shakespeare, Stage d'art dramatique de Domfront, 1972
- Tristan Le Fol, de Jean Laurent, Stage d'art dramatique d'Alençon, 1973
- Les Fourberies de Scapin, de Molière, Théâtre des Alephs, Hérouville-Saint-Clair, 1975
- Macbeth, de William Shakespeare, Atelier Théâtral d'Alençon, Alençon, 1976
- L'Œuf de héron, de William Butler Yeats, Stage d'art dramatique d'Hérouville-Saint-Clair, 1977
- Les Fables, de Jean de La Fontaine, Compagnie du Mal d'Aurore, Alençon, 1978
- Sire Halewyn, de Michel de Ghelderode, Théâtre d'Ostrelande, Hérouville Saint-Clair, 1978
- Graal, ou l'enlèvement de Guenièvre, de Florence Delay et Jacques Roubaud, Stage d'art dramatique d'Alençon, 1978
- Antigone, de Sophocle, Stage de formation de comédiens animateurs, Théâtre d'Ostrelande, Hérouville-Saint-Clair, 1979
- Antigone 3, de Sophocle, traduction de Holderlin, Théâtre d'Ostrelande, Hérouville-Saint-Clair, 1979
- Rouge Gorge, montage poétique d'après des textes Joyce Mansour, Théâtre d'Ostrelande, Hérouville-Saint-Clair, 1980
- Penthésilée, de Heinrich von Kleist, Théâtre d'Ostrelande, Hérouville-Saint-Clair, 1980
- Enivrez vous sans cesse, montage poétique d'après Charles Baudelaire, Théâtre d'Ostrelande, Hérouville-Saint-Clair, 1981
- Hep Hep, de Cécile et André Miguel, Compagnie du Mal d'Aurore, Alençon, 1983
- Le Lustre - le peintre, le poète et l'actrice, Compagnie La Pierre aux dames, Conches-en-Ouche, 1984
- La Buanderie, de David Guerdon, Théâtre d'Ostrelande, Hérouville-Saint-Clair, 1988

## Films
- Le capitaine Thanase (26 minutes), portrait d'André Malartre réalisé par Martine Stora et Benoît Labourdette, 1995